# كلير توري
كلير توري (بالإنجليزية: Clare Torry)‏ (من مواليد 29 نوفمبر 1947) هي مغنية بريطانية اشتهرت بأداء غناء غير معجمي في أغنية «ذا غريت غيغ إن ذا سكاي» لفرقة بينك فلويد في ألبوم ذا دارك سايد أوف ذا مون الذي صدر عام 1973.

## روابط خارجية
- كلير توري على موقع IMDb (الإنجليزية)
- كلير توري على موقع ميوزك برينز (الإنجليزية)
- كلير توري على موقع أول ميوزيك (الإنجليزية)
- كلير توري على موقع ديسكوغز (الإنجليزية)